# Bartolomeo Franzosini
Bartolomeo Franzosini (Intra, 27 febbraio 1768 – Intra, 25 giugno 1853) è stato un compositore e architetto italiano.

## Biografia
Figlio di Bernardo, esponente di una famosa famiglia di Intra (ora Verbania, Lago Maggiore), dopo studi universitari ed artistici, nel 1793 fu nominato organista e Maestro di Cappella della Basilica di San Vittore a Intra ove ricoprì l'incarico fino al 1839.

In questa veste, ed anche successivamente all'abbandono dell'incarico, fu fecondo compositore di opere sacre, teatrali, sinfoniche e cameristiche affermandosi come il massimo musicista dell'epoca nel territorio dell'alto novarese. 
La sua fama varcò ampiamente i confini della sua terra: sue composizioni furono commissionate e diffuse attraverso la famiglia Borromeo; sono state reperite alcune sue opere presso l'archivio capitolare del Duomo di Milano.

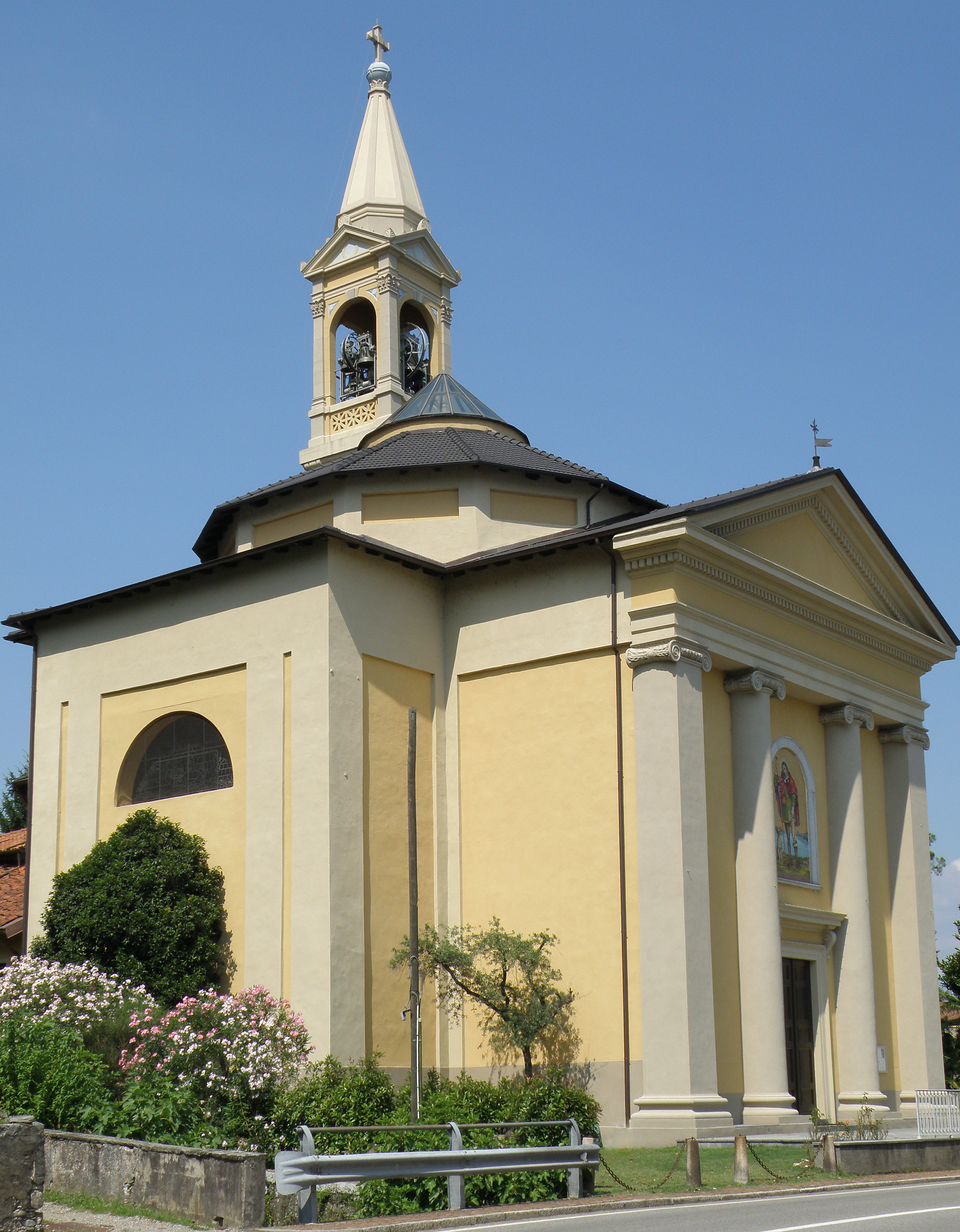
Chiesa di San Rocco a Solcio (NO)

Massima celebrità assunse il suo Requiem per Vittorio Emanuele I di Savoia, ma a lui si devono 6 sinfonie, musiche di scena, vespri solenni e Messe per soli, coro e orchestra, quartetti, cantate, opere da camera, musica strumentale ed organistica. 

Ebbe grande notorietà, all'epoca, il mottetto Victorem beatum per soli, coro e orchestra, composto per la celebrazione della solennità di S. Vittore. 
La sua opera (citata nel trattato di Vincenzo De Vit Il Lago Maggiore, Stresa e le isole Borromee, Prato, 1876) rimase per lungo tempo dimenticata; si deve a Riccardo Zoja l'opera di ricerca e di recupero pressoché integrale dei manoscritti attraverso un lavoro esteso agli archivi di Verbania e della Diocesi di Novara, all'Archivio Borromeo, all'archivio capitolare del Duomo di Milano nonché la fondazione del Centro Studi Franzosiniani, con sede in Verbania, espressamente dedicato al recupero critico dell'autore e la formulazione del primo catalogo generale delle opere (199). Tale catalogo è stato aggiornato e completato da Roberto Olzer con l'indicazione di tutti gli incipit delle opere (1996).
Si dedicò anche alla pratica dell'architettura (è suo il progetto della Chiesa di San Rocco a Solcio di Lesa) nonché alla gestione delle attività industriali della famiglia. 
È sepolto nel cimitero di Intra ove una solenne lapide testimonia la celebrità e la stima dalle quali fu circondato in vita.

## Discografia
- L'Organo Gaetano Callido, Candide (BL), org. L. F. Tagliavini, La bottega Discantica (MI) 2004.
- Nove danze per organo, Concerto per violoncello d'organo, Messa in Mib per soli coro e orchestra. Org. G. Parodi, Orch. Sinf. Eporediese, dir. A. Gotta. 1994.
- Mottetto Victorem Beatum, Elevazione I per corno, fagotto ed organo, Marce sinfoniche. Orch. I Cameristi di Varese e del Ticino, Coro Polifonico S. Vittore, Dir. R. Zoja. Ed. Margaroli (VB) 2003.